# مطالعه مشاهده‌ای

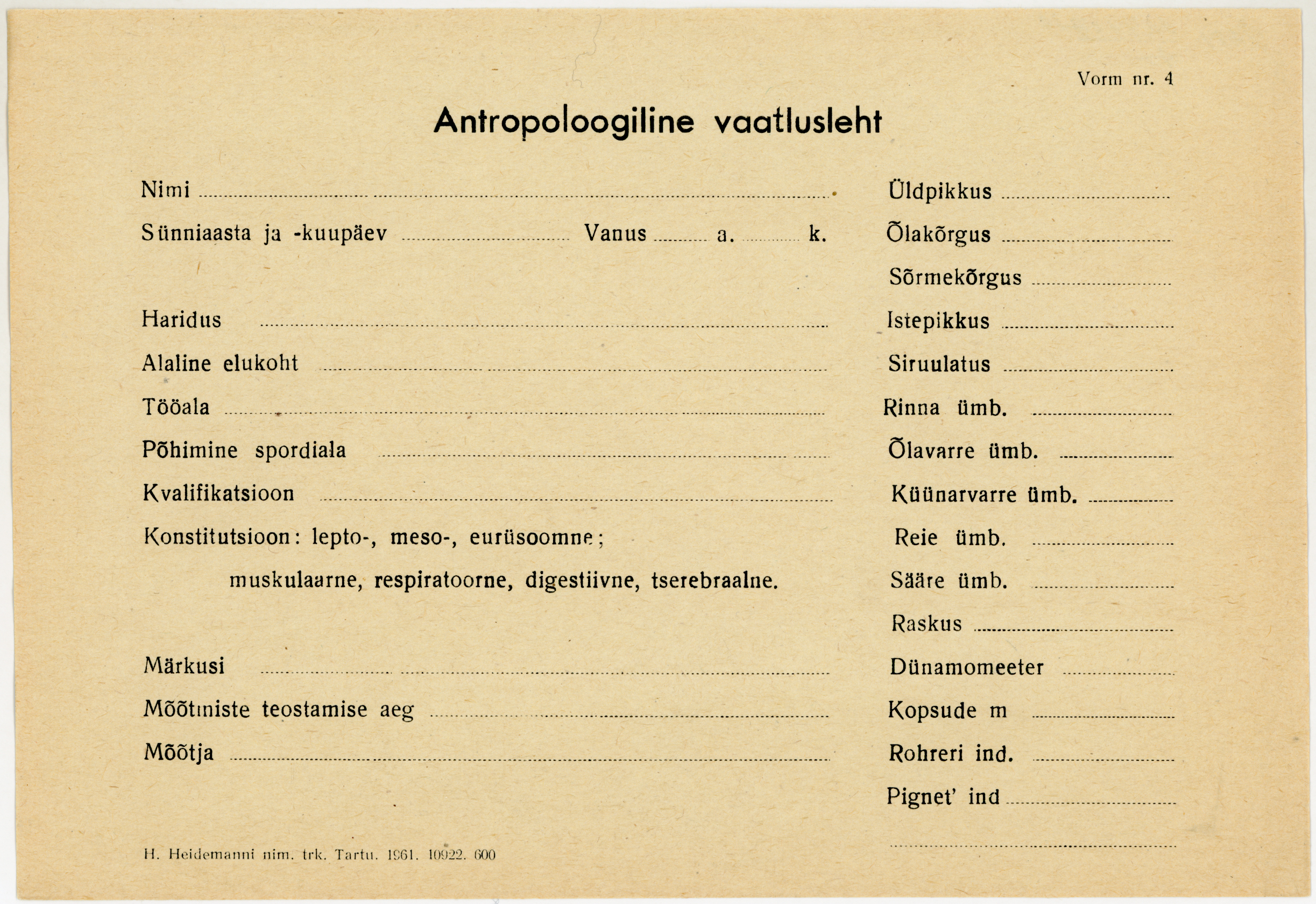
مطالعه مشاهده‌ای

در آمار و همه‌گیرشناسی، مطالعات مشاهده‌ای به مطالعاتی گفته می‌شود که بر روی داده‌های حاصل از مشاهدهٔ پدیده‌ها به منظور یافتن روابط علّی میان متغیرها انجام می‌پذیرد. در این نوع مطالعه، پژوهشگر در مجموعهٔ تحت بررسی مداخله‌ای نمی‌کند و صرفاً به مشاهدهٔ پدیده‌ها می‌پردازد. این مطالعات زمانی انجام می‌گیرند که مداخله در مجموعهٔ تحت بررسی و انجام مطالعات کنترل‌شده مقدور نباشد. مثالی از این نوع مطالعات، بررسی تأثیر سیگار کشیدن بر سرطان ریه در مردان با استفاده از داده‌های سلامت است.